# Elecciones estatales de Chihuahua de 1971
Las elecciones estatales de Chihuahua de 1971 tuvieron lugar el domingo 4 de julio de 1971, y en ellas se renovarán los cargos de elección popular en el estado de Chihuahua:
- 14 diputados del Congreso del Estado. Electos por mayoría relativa en cada uno de los Distritos Electorales.
- 67 ayuntamientos. Formados por un presidente municipal y regidores, electos para un período de tres años no reelegibles de manera consecutiva.

## Resultados electorales

### Ayuntamientos
| Partido                                | Partido | Partido                              | Ayuntamientos |
| -------------------------------------- | ------- | ------------------------------------ | ------------- |
|                                        |         | Partido Acción Nacional              | 0/67          |
|                                        |         | Partido Revolucionario Institucional | 67/67         |
|                                        |         | Partido Popular Socialista           | 0/67          |
| Total                                  | Total   | Total                                | 67            |
| Las elecciones en Chihuahua 1921-2006. |         |                                      |               |

#### Ayuntamiento de Chihuahua
- José Luis Caballero   Hecho

#### Ayuntamiento de Juárez
- Mario Jáquez Provecio   Hecho

### Congreso del Estado de Chihuahua
|  | 0.00 % |

|  | 96.46 % |

|  | 3.11 % |

|  | 0.44 % |

|  | 100.00 % |